# Rolf S. Wolkenstein
Rolf S. Wolkenstein (* 1. Juli 1958 in Stuttgart) ist ein deutscher Filmregisseur, Dokumentarfilmer und Autor.

## Leben
Wolkenstein studierte von 1982 bis 1986 an der Deutschen Film- und Fernsehakademie Berlin. 1989 gründete er zusammen mit Christoph Dreher und Martin Potthoff die Firma „Weltbild“ (später „Turner & Tailor“), die während ihres 10-jährigen Bestehens mehrere Dokumentarfilme, Dokumentationsreihen, Serien und Themenabende für ZDF, WDR, 3Sat, ARTE und VIVA entwickelte, realisierte und gleichzeitig produzierte. Seit 1999 arbeitet er wieder als freier Regisseur und Autor.
Wolkenstein erhielt für seine Arbeit den Regiepreis des Studentenfestivals München, den Adolf-Grimme-Preis und das Goldene Kabel in Silber.

## Filmografie (Auswahl)
- 1982: Hüpfen 82 – Super 8, Kurzfilm
- 1984: Tattoo Suite, Kurzfilm
- 1986: Riff, Spielfilm
- 1989: OSC, Animationsfilm
- 1991: Staub, Dokumentation
- 1992–1998: Lost in Music, Fernsehserie
- 1993–1995: Freestyle, Fernsehserie
- 1996: Streetfashion – Themenabend
- 1998: Net.com, Dokumentation
- 1999: Fernsehzauber: Aktenzeichen XY … ungelöst, Dokumentation
- 2000: Schlaflos, Kurzfilmreihe
- 2003: Scout – Magazin-Pilot
- 2004: Max Herre, Dokumentation
- 2006: Lauf der Dinge, Spielfilm
- 2007: Slam Revolution, Dokumentation
- 2007: Kampftrinken, Dokumentation
- 2008: Babelslam, Poetry Clips
- 2008: Achim Achilles, Diverse Sportclips
- 2009: TIPP-KICK, Image Clip
- 2009: Kampftrinken Berlin 1989 – Drinking Battle
- 2011: Von Haien und Fischen, Pokerdokumentation – Themenabend